# Plator pennatus
Plator pennatus är en spindelart som beskrevs av Norman I. Platnick 1976. Plator pennatus ingår i släktet Plator och familjen Trochanteriidae. Inga underarter finns listade i Catalogue of Life.